# Tour de Vendée 2012
Il Tour de Vendée 2012, quarantunesima edizione della corsa e valida come evento del circuito UCI Europe Tour 2012 categoria 1.HC, si svolse il 14 ottobre 2012 per un percorso totale di 203,5 km. Fu vinta dall'olandese Wesley Kreder che giunse al traguardo con il tempo di 4h13'08" alla media di 48,23 km/h.
Al traguardo 69 ciclisti portarono a termine il percorso.

## Squadre e corridori partecipanti
| N.    | Cod. | Squadra                     |
| ----- | ---- | --------------------------- |
| 1-8   | VCD  | Vacansoleil-DCM             |
| 11-18 | EUS  | Euskaltel-Euskadi           |
| 21-28 | ALM  | AG2R La Mondiale            |
| 31-38 | FAR  | Farnese Vini-Selle Italia   |
| 41-48 | EUC  | Team Europcar               |
| 51-58 | FDJ  | FDJ-BigMat                  |
| 61-68 | COF  | Cofidis, le Crédit en Ligne |
| 71-78 | SAU  | Saur-Sojasun                |

| N.      | Cod. | Squadra                      |
| ------- | ---- | ---------------------------- |
| 81-88   | BSC  | Bretagne-Schuller            |
| 91-98   | TT1  | Team Type 1-Sanofi           |
| 101-108 | LAN  | Landbouwkrediet-Euphny       |
| 111-118 | TSV  | Topsport Vlaanderen-Mercator |
| 121-128 | VRU  | Véranda Rideau-Super U       |
| 131-138 | AUB  | Auber 93                     |
| 141-148 | RLM  | Roubaix-Lille Métropole      |
| 151-158 | LPM  | La Pomme Marseille           |

## Ordine d'arrivo (Top 10)
| Pos. | Corridore         | Squadra      | Tempo    |
| ---- | ----------------- | ------------ | -------- |
| 1    | Wesley Kreder     | Vacansoleil  | 4h13'08" |
| 2    | Jonathan Hivert   | Saur-Sojasun | a 2"     |
| 3    | Sébastien Hinault | AG2R La Mon. | s.t.     |
| 4    | Armindo Fonseca   | Bretagne     | s.t.     |
| 5    | Benoît Vaugrenard | FDJ-BigMat   | s.t.     |
| 6    | Laurent Pichon    | Bretagne     | s.t.     |
| 7    | Samuel Dumoulin   | Cofidis      | s.t.     |
| 8    | Marco Marcato     | Vacansoleil  | s.t.     |
| 9    | Eliot Lietaer     | Topsport Vl. | s.t.     |
| 10   | Saïd Haddou       | Europcar     | s.t.     |